# Stroj
Stròj (praslovansko strojь - naprava, oprava) (pogovorno žargonsko 'mašina', od nemško die Maschine - stroj) je mehanična naprava, ki prenaša ali pretvarja energijo in s tem omogoča, olajšuje ali opravlja delo. Sestavljen je iz več mirujočih in gibajočih se delov.
Stroji so lahko na primer:
- batni
- pretočni
- orodni
- vozila
  - zračna
  - vesoljska
  - zemeljska
  - vodna
- kmetijski
- električni
- hladilni
- tekstilni
- gospodinjski
- gradbeni
- livarski
- zavijalni

S konstrukcijo strojev se ukvarja strojništvo, tehniška veda.

## Strojni elementi
strojni elementi:
- ležaj
- os
- gred
- zobnik, zobato kolo
- zatikalnik
- vzvod
- vijak
- vzmet
- klin
- vitel
- kolo
- jermenica
- vrvenica
- škripec

## Stroji
- motor
- kompresor
- parni stroj
- turbina
- črpalka
- pisalni stroj
- pralni stroj
- računski stroj
- šifrirni stroj